# Lena Wilderäng
Lena Wilderäng, född Padukova 9 maj 1983 utanför Moskva i Sovjetunionen, är en svensk professionell äventyrare, sedan 1996 bosatt i Sverige.

## Biografi
Lena Wilderäng studerade systemvetenskap vid Göteborgs universitet och skrev sin magisteruppsats i Indien. Hon har arbetat inom IT sedan 2005, bland annat som VD för IT-konsultbolag i Norge och som kommunal IT-chef. Hon har också varit stuntman, illustratör och coach.
Wilderäng började som professionell äventyrare när hon 2010 seglade på en jordenruntomsegling. Hon har även bestigit flera berg, cyklat mellan två oceaner, seglat i Arktis och varit i Grönland, där hon överlevde en isbjörnsattack.
Hon arbetar (2019) som vildmarksguide och äventyrare, bland annat med arktiska seglatser och utforskning av farliga platser. Hon har bidragit till boken Väderfenomen av Anna Fock som äventyrsguide och tolk. Hon har tävlat i Sydney to Hobart Yacht Race 2017, 2019 och 2022. År 2019 vann hon som rorsman på Ocean Gem tävlingen Brisbane-Hamilton Island Yacht Race.
Wilderäng är medlem i Försvarsutbildarna och är aktiv där med föreläsningar om informationspåverkan. Hon är deltidsbrandman i Räddningstjänsten Södra Älvsborg.
Wilderäng har uttalat att hon skäms för sin ryska bakgrund, och har med viss möda i slutet av 2010-talet avsagt sig sitt ryska medborgarskap.
Expressen utsåg Wilderäng till en av årets kvinnor 2023 för hennes arbete med att leverera drönare och brandbilar till Ukraina.
Lena Wilderäng är gift med författaren Lars Wilderäng och bor i Sätila.